# Леонхард фон Ек
Леонхард фон Ек (на немски: Leonhard von Eck, * 1480 в Келхайм, † 17 март 1550 в Мюнхен) е политик в херцогство Бавария.
Произлиза от ниското блародничество, промовира за доктор в университета на Болоня. През 1514 г. херцог Вилхелм IV го взема в неговото управление. Той става негов важен съветник. Многоспособният и старателен държавник умира на 17 март 1550 г. и е погребан в родния му град Келхайм.
Леонхард фон Ек е един от най-големите земевладелци в Бавария. Наследен е от единствения му син Освалд (ученик на Йоханес Авентинус), който обаче обеднява след няколко години. Неговите собствености са обявени на търг и той умира през 1570 г. в Регенсбург.